# Lew Natanowitsch Krizman

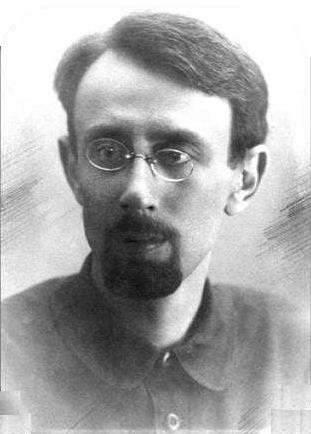

Lew Natanowitsch Krizman (korrekte Umschrift Krizman, gebräuchlich ist allerdings ausschließlich Kritsman; russisch Лев Натанович Крицман, wiss. Transliteration Lev Natanovič Kricman; * 4.jul. / 16. Juni 1890greg. in Odessa; † 17. Juni 1938 in Moskau) war ein marxistischer Wirtschafts- und Sozialwissenschaftler. Bis etwa 1930 gehörte er zu den einflussreichsten Ökonomen der UdSSR.

## Leben, Positionen und Bedeutung
Krizman kam aus kleinbürgerlichem Hause, sein Vater war Zahnarzt. Bereits im Alter von 15 Jahren schloss er sich der SDAPR an. Mehrfach verhaftet und 1910 von der Universität Odessa relegiert, ging er 1911 ins Ausland, zunächst nach Wien, sodann – nach Ausbruch des Ersten Weltkrieges – nach Zürich. An den Universitäten in Wien und Zürich besuchte er wirtschafts- und naturwissenschaftliche Vorlesungen, in Zürich erwarb er einen philosophischen Doktorgrad. Ende 1917 kehrte Krizman nach Russland zurück und trat 1918 der KPR (B) bei. Ab Januar 1918 war er als Mitarbeiter für den WSNCh tätig; er beteiligte sich im Mai/Juni 1918 an der konzeptionellen Vorbereitung der ersten Sozialisierungsmaßnahmen, deren Umsetzung in der Lebensmittel- und Chemieindustrie er maßgeblich verantwortete. 1920 starb sein neunjähriger Sohn, auch Krizman selbst erkrankte schwer und wurde 1922 für einige Monate zur Erholung ins Ausland geschickt. Nach der Rückkehr war er vielfältig aktiv: als Ökonomie-Professor an der Kommunistischen Swerdlow-Universität und der Moskauer Universität, als Mitglied der Kommunistischen Akademie, als Vorstandsmitglied der zentralen Statistikbehörde und als stellvertretender Vorsitzender von Gosplan. Er gehörte außerdem dem Herausgeberkreis der Prawda und der Großen Sowjet-Enzyklopädie an. Ab 1925 leitete Krizman das Agrarwissenschaftliche Institut der Kommunistischen Akademie. 1933 zog er sich mit Rücksicht auf seine inzwischen zerrüttete Gesundheit von allen öffentlichen Ämtern zurück.
Bedeutung erlangte Krizman vor allem als Gestalter und Interpret des sogenannten Kriegskommunismus sowie als führender Kopf einer Gruppe sowjetischer Sozialwissenschaftler, die in der zweiten Hälfte der 1920er Jahre die durch Revolution und NEP geschaffenen sozialen Verhältnisse auf dem Lande umfassend untersuchte. Die im letztgenannten Zusammenhang entstandenen Studien wurden um 1980 von britischen Historikern, die deren Qualität als „extremely high“ bewerteten, „wiederentdeckt“. Die Krizman-Gruppe führte eine jahrelange Kontroverse mit der Tschajanow-Schule, der sie vorwarf, den kapitalistischen Inhalt der bäuerlichen, nur oberflächlich stabilen Familienwirtschaft und die laufenden Prozesse sozialer Differenzierung auf dem Lande zu unterschätzen. Für seine Arbeiten sammelte der Kreis um Krizman (dessen Angehörige gelegentlich unter dem Begriff „Agrarmarxisten“ zusammengefasst werden) nicht allein objektiv messbare Daten, sondern organisierte auch umfassende repräsentative Befragungen in allen Teilen des Landes. Krizman setzte diese Methode als einer der ersten sowjetischen Wissenschaftler in großem Stil ein. Bereits 1921/22 hatte er im Auftrag der politischen Führung standardisierte Interviews mit knapp 300 verantwortlichen, in zentralen Moskauer Behörden tätigen „Spezialisten“ (technische Beamte, Ingenieure usw.) durchgeführt, deren Auswertung ergab, dass etwa 90 % der Befragten – von denen die meisten schon vor 1917 vergleichbare Positionen innegehabt hatten – der politischen und sozialen Ordnung Sowjetrusslands ablehnend bis feindlich gegenüberstanden.
Krizmans von 1922 bis 1924 entstandene Arbeit über den „Kriegskommunismus“ ist nach wie vor eine der wenigen umfangreicheren Veröffentlichungen zu diesem Gegenstand. Die darin ausführlich besprochenen einschlägigen Entschlüsse und Maßnahmen waren für ihn im Kern keine von widrigen Umständen erzwungenen Verlegenheitslösungen, sondern die logischen ersten Schritte einer sozialistischen Revolution:
„Folglich war der sogenannte 'Kriegskommunismus' (...) – seinem Wesen nach – nichts, was der Revolution von außen her aufgezwungen worden wäre. (...) [ Er war] in Wirklichkeit (...) der erste gewaltige Versuch einer proletarischen Naturalwirtschaft [gemeint ist die Abschaffung der Warenproduktion], ein Versuch der ersten Schritte des Übergangs zum Sozialismus. In seinem Grundgedanken stellte er keineswegs eine Verirrung von Personen oder einer Klasse dar; er war – wenn auch nicht in reiner Form, sondern mit gewissen Entstellungen – eine Vorausahnung der Zukunft, ein Durchbruch dieser Zukunft in die Gegenwart (die jetzt bereits Vergangenheit ist), der durch die (...) spezifischen Bedingungen der russischen proletarischen Revolution ermöglicht wurde.“
Gleichzeitig betonte er, dass es sich beim historischen „Kriegskommunismus“ (den Krizman auch als „Dringlichkeits-Wirtschaft“ bezeichnete) keineswegs um eine sozialistische Planwirtschaft im strengen Sinne des Wortes gehandelt habe. Die nicht überwundene Anarchie und Ineffizienz der gesellschaftlichen Produktion habe ihn in letzter Instanz zu einer „nichtsozialistischen Wirtschaft“ gemacht, die vor allem negativ – durch ihren Krisentyp – auf Potentiale sozialistischer Planung verweise:
„Alle diese (und viele andere) Erscheinungen der Zerrüttung des Wirtschaftslebens führen bei ihrer Anhäufung sowohl in der kapitalistischen Warenwirtschaft als auch in der proletarischen Naturalwirtschaft zu allgemeinen Krisen der Produktion (und des Austausches). Die Einschränkung der Produktion, die Einschränkung des Verkehrswesens, die Einengung des Austausches, die Einengung der Konsumtion, mit einem Worte der Inhalt der Krisen ist hier und dort vollkommen gleichartig. Aber ihre Erscheinungsform ist direkt entgegengesetzt. In der kapitalistischen Warenwirtschaft (...) äußert sich die Krise als Absatzkrise, als Unmöglichkeit, die Waren, die der Produzent besitzt, zu realisieren. In der proletarischen Naturalwirtschaft (...) äußert sich die Krise im Gegenteil als Versorgungskrise, als Unmöglichkeit, die Produkte zu erhalten, die für die Konsumtion gebraucht werden. Mit anderen Worten: in der kapitalistischen Warenwirtschaft äußert sich die Krise der Produktion in der Form einer Krise der Überproduktion, in der proletarischen Naturalwirtschaft in der entgegengesetzten Form, einer Krise der Unterproduktion.“
Die radikale Auffassung von Inhalt und Tendenz des „Kriegskommunismus“ brachte Krizman 1921 bereits mit Lenin in Konflikt. Der Aufbau einer konsequenten und umfassenden Gebrauchswertplanung, den alle wesentlichen Protagonisten des „Kriegskommunismus“ – neben Krizman auch Jurij Larin und J. A. Preobraschenski – propagierten, wurde in den folgenden Jahrzehnten durch die Ausarbeitung einer an den spezifischen Parametern der nach 1928 realisierten Planwirtschaft ausgerichteten Politischen Ökonomie des Sozialismus theoretisch und politisch verworfen. Die grundlegende Annahme Krizmans und anderer bis 1930 führender sowjetischer Ökonomen (vgl. S. I. Solnzew), dass in einer reinen sozialistischen Planwirtschaft keine „objektiven Gesetze“ wirksam seien, galt spätestens nach 1945 in Ost und West als Auffassung „einiger Extremisten“.
Krizmans Grab befindet sich auf dem Nowodewitschi-Friedhof in Moskau, seinen Nachlass verwahrt das Archiv der Russischen Akademie der Wissenschaften. Über Krizmans letzte, offenbar weitgehend mit privaten Studien zugebrachten Jahre liegen kaum Angaben vor. In russischsprachigen Veröffentlichungen wird in der Regel vermerkt, dass er im Juni 1938 seinem Nierenleiden erlag. Einzelne neuere Publikationen aus dem englischen Sprachraum geben dagegen an (allerdings ohne weitere Spezifizierung oder Nennung einer Quelle), dass Krizman dem sogenannten Großen Terror zum Opfer gefallen sei. Dabei wird sein Tod mitunter auf 1937 datiert.

## Werke (Auswahl)
- (zusammen mit Jurij Larin) Očerk chozjajstvennoj žizni i organizacija narodnogo chozjajstva Sovetskoj Rossii, 1 nojabrja 1917-1 ijulja 1920g, Moskau 1920; deutsch als: Wirtschaftsleben und wirtschaftlicher Aufbau in Sowjet-Russland 1917-1920, Berlin 1921.
- Geroičeskij Period velikoj russkoj revoljucii, Moskau 1924; deutsch als: Die heroische Periode der Großen Russischen Revolution. Ein Versuch der Analyse des sogenannten „Kriegskommunismus“, Wien-Berlin 1929.
- Klassovoe Rassloenie v sovetskoj derevne, Moskau 1926.
- Materialy po istorii agrarnoj revoljucii v Rossii, Moskau 1928.